# Tocilizumab
El tocilizumab es un medicamento que pertenece a la familia de los anticuerpos monoclonales. Actúa mediante unión al receptor celular de la interleucina-6, esta interleucina juega un papel importante en la respuesta inmunitaria e interviene en el origen y evolución de varias enfermedades, por ejemplo las de tipo autoinmunitaria, el mieloma múltiple y el cáncer de próstata. Se usa principalmente para el tratamiento de la artritis reumatoide moderada o grave, sobre todo en los pacientes que no mejoran con otros fármacos, o cuando no muestran tolerancia hacia los tratamientos habituales. El medicamento ha sido desarrollado por las empresas Hoffmann-La Roche y Chugai Pharmaceutical Co. y se vende con los nombres comerciales de Actemra y RoActemra.

## Indicaciones

### Artritis reumatoide
El tocilizumab está indicado para el tratamiento de la artritis reumatoide activa de moderada a grave en los pacientes que no han respondido de forma adecuada o que no toleran otros fármacos. Puede administrarse como monoterapia o asociada al metotrexato.

### Enfermedad de Castleman
En 2005, el tocilizumab fue aprobado en Japón para el tratamiento de la enfermedad de Castleman, un tumor benigno raro de células B.

## COVID-19
En la pandemia de COVID-19, se ha ensayado (RECOVERY y REMAP-CAP) en el tratamiento del SAR-CoV-2 Recomendaciones de Panel de expertos de los NIH

El Panel recomienda el uso de tocilizumab a (dosis única intravenosa de 8 mg / kg de peso corporal real, hasta 800 mg) en combinación con dexametasona (6 mg al día durante un máximo de 10 días) b en ciertos pacientes hospitalizados que presentan síntomas rápidos. descompensación respiratoria por COVID-19. c Los pacientes incluidos en esta población son:
Pacientes recientemente hospitalizados d que han sido ingresados en la unidad de cuidados intensivos (UCI) dentro de las 24 horas anteriores y que requieren ventilación mecánica invasiva, ventilación mecánica no invasiva (VNI), o cánula nasal de alto flujo de oxígeno (HFNC) (> 0,4 FiO 2 / 30 L / min de flujo de oxígeno) (BIIa) ; o
Pacientes hospitalizados recientemente d (no en la UCI) con necesidades de oxígeno en rápido aumento que requieren VNI o HFNC y tienen marcadores de inflamación significativamente aumentados (BIIa) ( Nota : el criterio de inclusión del ensayo RECOVERY para la inflamación fue proteína C reactiva [PCR] ≥75 mg / L; consulte los detalles a continuación).
Para los pacientes hospitalizados con hipoxemia que requieren un suplemento de oxígeno convencional, el Panel recomienda usar una de las siguientes opciones: remdesivir (BIIa) , dexametasona más remdesivir (BIII) o dexametasona sola (BI) (ver Manejo terapéutico de adultos con COVID-19 ) .
No hay pruebas suficientes para especificar cuál de estos pacientes se beneficiaría de la adición de tocilizumab. Algunos miembros del Panel también darían tocilizumab a pacientes que exhiben necesidades de oxígeno en rápido aumento mientras toman dexametasona y tienen una PCR ≥ 75 mg / L pero que aún no requieren VNI o HFNC, como se describió anteriormente.

El 12 de marzo de 2020 Italia comenzó las gestiones para emplear el Tocilizumab en pacientes afectados con COVID-19. El 19 de marzo se lanza de manera independiente el ensayo clínico fase 2 y estudio observacional para probar la eficacia del tocilizumab en el tratamiento de pacientes con COVID-19. El primer grupo (estudio de fase 2) evaluará la hipótesis de la reducción de la mortalidad en un mes e incluye 330 pacientes hospitalizados por neumonía por COVID-19. El segundo grupo (recopilación de datos o estudio observacional) tiene el objetivo de mejorar los procedimientos para manejar la emergencia en curso e incluye pacientes con intubación endotraqueal de más de 24 horas y pacientes que ya han sido tratados antes del inicio del ensayo, tanto en intubados como en aquellos que no.

## Tratamiento y aprobaciones
El tocilizumab debe administrarse con receta médica y debe utilizarlo un médico con experiencia en el diagnóstico y el tratamiento de la artritis reumatoide. Ya se encuentra aprobado por entidades reguladoras como la EMA (Agencia Europea de Medicamentos) y la FDA (Food and Drug Administration).

## Administración y dosis
El tocilizumab se administra una vez cada cuatro semanas por vía intravenosa con una duración de una hora. La dosis recomendada es de 8 mg por kilogramo de peso corporal.
Es posible que en los pacientes con enfermedad hepática o con problemas sanguíneos tenga que ajustarse la dosis de tocilizumab o metotrexato, o que deba interrumpirse el tratamiento.

### Efectos adversos
El efecto secundario más frecuente del tocilizumab, observado en el 10 por ciento de los pacientes, son infecciones de las vías respiratorias superiores. También pueden aparecer infecciones graves, como neumonías, celulitis, herpes zóster, gastroenteritis y diverticulitis.
No debe administrarse a los personas que puedan ser hipersensibles (alérgicas) al medicamento o a cualquiera de sus otros componentes. Tampoco debe administrarse a los pacientes que tengan una infección activa grave. Los médicos deben controlar bien a los pacientes en busca de signos de infección durante el tratamiento, y deben tener precaución al prescribirlo a pacientes con infecciones o enfermedades recurrentes o crónicas que pudieran aumentar el riesgo de infecciones. como la diabetes.